# التزامن (القانون)
في التشريعات الغربية، يعرف مفهوم التزامن بالحاجة الماسة لإثبات تزامن عنصرين معاً: الفعل المذنب (باللاتينية: Actus Reus)، أي الفعل الجرمي  والعقل المذنب (باللاتينية: Mens Rea)، أي النية الجنائية لكي تكوّن جريمة ماعدا الجرائم المنوطة بالمسئولية الصارمة. ووفقاً للنظرية القانونية، إذا لم يتزامن الفعل المذنب زمنياً مع العقل المذنب، فلن توجد جريمة مرتكبة. 

## مناقشات
على افتراض أن المتهم الذي يقود سيارته قام بإيذاء المار على الطريق بالخطأ، وعلى رغم من معرفة المتهم بالصدمة التي تسبب بها للمار، إلا أنه يجوب بالهرب تاركاً ورائه الضحية الحانقة، عدواً له. وفي تلك النقطة، المتهم يرقص فرحاً بما لحقه من أذى. ولكن لا يوجد جريمة مرتكبة في القاعدة المتعارف عليها التي تستلزم النية والفعل معاً. فقد اكتمل الفعل المذنب هنا ولكن لا توجد قاعدة توثق وجود العقل المذنب بحيث تطبق في القانون الجنائي، بمعنى لو أمعنا النظر في قانون التوكيل، تقوم الشركة بصفتها شخصية اعتبارية بإبرام الصفقة التجارية (بيع بوليصة التأمين) من الناحية القانونية مسبقاً (أي تكون نافذة قانونياً) بل كما لو أنها قامت أساساً قبلها بتفويض وكيل التأمين لإنهاء الاتفاقية مع الطرف الثالث، والتي تندرج فيها المسئولية القانونية في بنود هذا الاتفاق. ولايمكن قياس ذلك بالتبني المسبق للعنصرين: العقل المذنب والعقل المذنب. ولكي يتم تجريم المتهم، لابد أن تنتابه النية، أي العقل المذنب بعد أو أثناء ارتكابه لفعلته المخالفة، أي الفعل المذنب. ولكن في معظم القضايا هذه القاعدة تمارس بدون صعوبة تذكر.
نوعان للتزامن في القانون الجنائي
1. تزامن مؤقت- يتزامن الفعل المذنب (الفعل الجرمي) والعقل المذنب (النية الجنائية) في آن واحد.
2. تزامن حثي- العقل المذنب يحث الفعل المذنب.

## المعضلة
ليست جميع الأحداث تطرأ في وقت بعينه. ولكن يتخلل القوانين الفيزيائية للمسبب والتأثير سلسلة متداخلة من الظروف التي تفضي إلى الإصابة أو الأذى. فلو تغيرت قليلاً الحقائق المرتبطة بالمثال الذي تم ذكره في الأعلى بحيث تحدث الحادثة ليلاً عند منعطف حاد وفي طريق القرية الهادئ جداً، وحينما يرى السائق الأول الضحية راقدة على الطريق نتيجة الاصطدام به، يترك الضحية الفاقدة للوعي في المكان التي سقطت فيه. وبعد مرور ساعات، يقوم السائق الثاني من جانب الطريق بدهس الضحية ويقتلها. ينام السائق الأول مرتاحاً دون أن يؤنبه ضميره، ويجادل أنه لم يكن لدية نية (العقل المذنب) بقتل هذه الضحية، وبالتالي لايمكن أن يكون مذنباً بجريمة قتل. وهذه مجادلة لا تبنى عليها بسبب مبدأ المعاملة الموحدة "Single Transaction Principle".

## مبدأ المعاملة الموحدة
ليست جميع الأفعال التي تكوّن أساس الفعل المذنب (الفعل الجرمي) تنظر إليها كحدث موحد، بل أحداث منفصلة. فكل فعل يحدث في سياقه الخاص به. في المثال السابق، لم تكن الضحية ستلقى مصرعها لو أن السائق الأول لم يتركها في بقعة خطرة في الطريق ويلوذ بالهرب. وسيعامل القانون الفعل المذنب هنا على أنه بدأ بالإصابة غير مقصودة وانتهى بحالة وفاة، بالمعنى أن تسلسل الأحداث مرتبطة لا محالة، وتنظر لها كالمعاملة الموحدة. وبما أنه تكوّن العقل المذنب (النية الجنائية) قبل بدء تسلسل الأحداث أو أثنائه أو قبل انتهائه، سيتحمل المتهم المسئولية الجنائية. وعلى سبيل المثال، في قضية «فاغان ضد مفوض شرطة العاصمة» المعروفة ب"Fagan v Metropolitan Police Commissioner" عام 1969، قام ضابط الشرطة بأمر المدعي عليه أن يركن سيارته واستجاب لطلبه على مضض. وقام السائق بالدهس على قدم الضابط، وعندما طلب منه إبعاد سيارته على فور، تلفظ السائق بألفاظ نابية طالباً منه الانتظار. ولحسن الحظ، لم يتعرض ضابط الشرط بأذى بسبب القطعة الفولاذية التي تغطي مقدمة الجزمة، ولكن اعتبرت المحكمة الجزئية إمكانية ظهور جريمة التعدي. وعلى الرغم من أن الحادث غير مقصود، إلا أن السائق تسبب بإيقاف إطار السيارة على قدم الضابط. وهذا الفعل الجرمي عبارة عن حالة مستمرة بما أنه مدة وطء إطار السيارة على قدم الضابط كوّنت النية الجنائية قبل أن يتم إبعاد السيارة. سواءً ممكناً أم لا، قام الضابط بحيلولة دون الإصابة بأذى محتمل، لذا ثبتت جريمة التعدي عليه. وممكن أن تفسر هذه القضية بشكل آخر عن طريق تعريف ماهية الفعل الجرمي على أن السائق قصر في أداء الواجب، أي فشل في إبعاد السيارة. وبالعودة إلى الضحية المصابة التي تُركت في الطريق، يمكن تفسيره بتهور الضحية أو عدم وعيها المقصود، وإذا كان سبباً لأصابته.
لايمكن تفسير كل تسلسل حقيقي على أنه تقصير في أداء الواجب. وعلى افتراض مثلاً أن (أ) يرى عدوه (ب) ويقرر مهاجمته. يقوم (أ) برفع العصا، ويبدأ بملاحقة (ب) الذي يهرع إلى الفندق، ويتسلق الدرج، ويدخل إلى الغرفة، ويغلق الباب خلفه. ويقوم (أ) بالطرق الباب مهدداً بصوت عالٍ، ويرى فأس موجود في زجاجة مخصصة لإنذار الحريق، ويهدد (ب) بأنه سيحطم الباب. فيبتعد (أ) ليحضر الفأس، بينما يخاف (ب) من الأمر مما يجعله يقفز من النافذة ويكسر رجليه. وعلى الرغم أن (أ) قد لا يكون لدية نية مباشرة لإيذاء (ب) في تلك اللحظة الحرجة الذي قفز فيها (ب)، ولكن الخوف نشأ بنية مبررة، لولا ذلك الخوف، لما كان (ب) لجأ يأساً للقفز. (من المصنف استبعاد المسئولية القانونية في حال اتضح أن خوف (ب) غير مبرر مع أخذ تصرف (أ) في الحسبان بسبب أن (ب) قام بحث نفسه على الإصابة، مما جعل كسر حلقة السببية. 
يشير المثال الآتي على قضية مختلفة تكفي أساساً للاتهام بوجود النية الجنائية في أثناء حدوث الأحداث التي كونت المعاملة الموحدة. وفي الواقع إذا ظن المتهم أن نجاح الجريمة كافي، لا يمنع عنه أصابع الاتهام. فعلى سبيل المثال، قام (أ) بخنق (ب)، وتبين له وفاة (ب)، فألقى الجثة في الغابة المكان الذي مات فيه بسبب تركه هناك. لايزال (أ) متهماً بجريمة القتل، وحتى لم يكن رميه في الغابة مرتبط بالنية الجنائية. 
وأخيراً، إذ يرتكب (أ) جريمة مع تزامن عنصري الفعل الجرمي والنية الجنائية، لن تعفى المسؤولية القانونية على (أ) الذي يقرر التوبة بعد الجريمة وإصلاح الأمور. وهكذ، إذا كان (أ) يسرق السلع من (ب) ولكنه يقوم لاحقاً بإرجاع السلع مع تعويضات مالية عن الأضرار الناجمة خلال الدخول القسري، هذا لا يمكن أن يغير من حقيقة أن هناك الفعل الجرمي مصحوباً بالنية الجنائية الواضحة. فالجريمة تم ارتكابها، ولكن يمكن الأخذ بعين الاعتبار بالصحوة اللاحقة التي تبعت هذه الجريمة في مرحلة المحاكمة والنطق بالحكم.